# Pierre de Blouet de Camilly

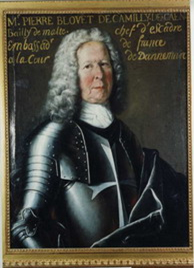
Pierre de Blouet de Camilly, Porträt aus der Bibliothèque Municipale von Caen.

Pierre de Blouet de Camilly (* 1666 in Camilly, Frankreich; † 2. Juli 1753 in Paris) war ein französischer Seeoffizier, Aristokrat und Diplomat während der Herrschaft der Könige Ludwigs XIV. und Ludwigs XV. Er beendete seine Karriere als Vice-amiral de France und Kommandeur der Flotte du Levant.

## Biografie

### Herkunft und Familie
Pierre Blouet de Camilly entstammte aus der normannischen Adelsfamilie Blouet, deren Stammlinie sich bis ins 9. Jahrhundert zurückverfolgen lässt. Er war der zweite Sohn (und drittes Kind) von Augustin Blouet de Camilly, Berater des Königs im Parlament der Normandie, und Catherine Grossin, Dame von Bouville. Sein älterer Bruder war François Blouet de Camilly (1664–1723), der in den Dienst der Kirche trat und als Bischof von Toul und dann als Erzbischof von Tours amtierte.

### Karriere in der königlichen Marine

#### Jugend und Anfänge in der Marine
Am 5. Oktober 1684, im Alter von 18 Jahren, wurde er am 14. November in den Orden des Heiligen Johannes von Jerusalem aufgenommen, weigerte sich jedoch, dort seine Gelübde abzulegen, da er die hierfür geforderten 1425 Livres und weitere 3000 Livres für die Ausrüstung nicht aufbringen konnte.
Er trat 1689 in die königliche Marine ein, in der er bis zu seinem Tod diente.
Während des Pfälzischer Erbfolgekrieges beteiligte er sich an Kaperfahrten vor den Küsten Großbritanniens. In der Endphase des Krieges gelang es ihm am 14. Juni 1697, ein gekapertes irisches Schiff nach Cherbourg zu bringen.
Während des Spanischen Erbfolgekriegs kaperte Camilly am 1. September 1703 ein niederländisches Schiff an der Küste vor Aberdeen in Schottland.
Im Jahr 1708 war er Major général de la Marine in Toulon.

#### In diplomatischen Diensten
Ab dem 19. Oktober 1721 befehligte er eines der beiden Schiffe, die Yirmisekiz Mehmed Çelebi, den außerordentlichen Botschafter des osmanischen Sultans in Frankreich, nach Konstantinopel begleiteten. Nach seiner Ankunft dort nahm er mit Marquis de Bonac an einer Audienz des Großwesirs teil.
Im Jahr 1725 ernannte ihn Ludwig XV. zum französischen Botschafter in Dänemark mit weitreichenden Befugnissen, um die französischen Angelegenheiten mit den norddeutschen Staaten zu regeln. 1726 reiste er über Brüssel zu seinem Botschaftssitz. Er hatte seine Position als Botschafter von Juli 1726 bis zum 14. April 1728 inne und nahm anschließend seinen Dienst in der Marine wieder auf.

#### Späterer Dienst als Admiral
Am 25. Mai 1731 erhielt er durch Fürsprache von René Duguay-Trouin, der die L’Espérance kommandierte, die Beförderung zum capitaine de vaisseau (Kapitän zur See). Am 10. März 1734 wurde er aufgrund seines Dienstalters zum Chef d’escadre (Konteradmiral) und 1741 zum Hafenkommandanten von Brest ernannt.
Am 29. Februar 1744 befehligte er Le Neptune. Als Roquefeuil auf seinem Schiff der Superbe starb, übernahm Camilly das Kommando über dessen Geschwader und kehrte am 19. März nach Brest zurück. Am 14. November 1744 veranstaltete er ein prächtiges Fest anlässlich der Genesung von König Ludwig XV. nach schwerer Krankheit. 1745 wurde er zum Lieutenant-général (Vizeadmiral) befördert.
Im Jahr 1750 wurde er zum Ritter des Ordre royal et militaire de Saint-Louis geschlagen und am 1. Mai 1751 zum Vizeadmiral der Levante-Flotte, am 17. Mai 1751 dann zum Vice-amiral de France ernannt. Sein Flaggschiff war die Le Levant. Das Großkreuz des Saint-Louis-Ordens erhielt er am 13. März 1753.
Camilly starb am 2. Juli 1753 im Alter von 87 Jahren in Paris. Er wurde am 23. Juli 1753 in der Kirche St-Nicolas-des-Champs beigesetzt.

## Wertung
Camilly galt als intelligenter Mann, der zu Lebzeiten ein beachtliches Vermögen anhäufte und der mit einigen bedeutenden Persönlichkeiten seiner Zeit, so etwa Victor-Maurice, comte de Broglie und Jean-Jacques Rousseau im Austausch stand bzw. befreundet war.